# Atherimorpha claripennis
Atherimorpha claripennis är en tvåvingeart som först beskrevs av Philippi 1865.  Atherimorpha claripennis ingår i släktet Atherimorpha och familjen snäppflugor. Inga underarter finns listade i Catalogue of Life.